# Douglas Comer
Douglas Earl Comer es profesor de Computación en Universidad de Purdue, donde actualmente imparte cursos de sistemas operativos y redes de computadoras. Ha escrito numerosos documentos de investigación y libros de texto; actualmente encabeza varios proyectos de investigación acerca de redes. Ha estado involucrado en TCP/IP e Internetworking desde finales de la década de los 70, es reconocido como una autoridad mundial en la materia. Diseñó e implementó X25NET y las redes Cypress, así como el Sistema Operativo Xinu. Es director del grupo de investigación acerca de Internetworking en Purdue. Es también editor de Software - Práctica y Experiencia; así como miembro formador del Consejo de Arquitectura de Internet. Comer completó la versión original de Xinu (y escribió el libro correspondiente “El enfoque de Xinu”) en 1979. Desde entonces, Xinu ha sido expandido y transferido a una amplia gama de plataformas, incluyendo: PC de IBM, Macintosh, Digital Equipment Corporation VAX y DECStation 3100, Sun Microsystems Sun-2, Sun-3 y SPARCstations, e Intel Pentium. Ha sido usado también para muchos proyectos de Investigación.  Además, XInu ha sido empleado como un sistema integrado en productos de compañías tales como Motorola, Mitsubishi, Hewlett-Packard, y Lexmark.

## Educación y carrera
Comer se graduó de la licenciatura en Matemáticas y Física del Colegio de Houghton en 1971, obtuvo el grado de PhD en Ciencias de la Computación de la Universidad Estatal de Pensilvania en 1976.
Comer regresó a la Universidad de Purdue en agosto de 2009, previo a esto fue Vicepresidente de Investigación en redes de computadoras de la compañía Cisco Systems.
Es Profesor Distinguido de Ciencias de la Computación y profesor de ingeniería eléctrica e ingeniería en computación en la Universidad de Purdue en EE.UU..
A finales de la década de los años 70s inició su carrera e TCP/IP, la cual le ha concedido el reconocimiento mundial en el campo de las Ciencias de la Computación y redes de computadoras.

## Logros
Douglas Comer encabezó un gran número de proyectos asociados con la creación de Internet, y es autor de un gran número de libros en sistemas operativos, Internet y TCP/IP networking, arquitectura de computadoras.
Comer es también el desarrollador del sistema operativo Xinu.
Comer es ampliamente reconocido por la serie de libros innovadores acerca de redes de computadoras, Internet, sistemas operativos de computación y por arquitectura de computadoras. Sus libros han sido traducidos a dieciséis idiomas, y son ampliamente usados tanto en la industria como en la academia. La serie de los tres volúmenes de libros de Internetworking with TCP/IP es citada como una referencia de obligada en los protocolos de Internet.
Por veinte años Comer fungió como redactor jefe de la revista de investigación Software - Práctica y Experiencia, publicada por John Wiley & Sons. Comer es miembro de la ACM y ha recibido innumerables premios y reconocimientos de enseñanza.

## Distinciones por Investigación
- Csnet Desarrollo de protocolo @– 1981
- Alto-Protocolos de Red del Nivel: Búsqueda de Ordenador @– 1983
- Estudios de viabilidad de Comunicación de Rendimiento Alto Sobre Paquete Público-Cambió Redes @– 1984
- Ciprés: Un Propuso Paquete Eficaz Costado-Estrategia de Interconexión Cambiada @– 1985
- La sombra que Edita @– 1986
- Equipamiento de Búsqueda del ordenador @– 1987
- Extensible Terascale Facilidad (ETF): Indiana-Verja de Purdue (IP-verja) @– 2003
- FIA: Collaborative Búsqueda: NEBULOSA: Un Internet Futuro Que Soportes Computación en nube Fidedigna @– 2010

## Publicaciones
Comer ha publicado una amplia cantidad de documentos de investigación, diecisiete libros de texto muy populares, los cuales han sido traducidos a dieciséis distintos idiomas.

### Arquitectura de Computadoras y Sistemas Operativos
- Operating System Design Volume 2: Internetworking with XINU – 1987
- Operating System Design Volume 1: The XINU Approach, PC version – 1988
- Operating System Design Volume 1: The XINU Approach, Macintosh version – 1989
- Internetworking With TCP/IP Volume II: Design, Implementation, and Internals – 1994
- Essentials Of Computer Architecture – 2005
- Operating System Design - The XINU Approach, Second edition – 2015

## Premios
- Usenix "The Flame" Lifetime Achievement Award (as part of the Software Tools Project) – 1996
- Listed in Purdue University Book of Great Teachers – 1999
- Fellow of the ACM – 2000
- Fellow of the Purdue University Teaching Academy – 2003
- School of Electrical and Computer Engineering, Courtesy Appointment – 2003
- Purdue University Distinguished Professor – 2004
- Joel and Ruth Spira Excellence in Teaching Award – 2012